# Sygnały sędziów koszykarskich
Ten artykuł opisuje zagadnienie koszykarskie zgodne z normami FIBA.
Zasady w ligach NBA, NCAA lub innych mogą różnić się od tutaj przedstawionych.
Sędziowie koszykarscy nie muszą nic mówić na boisku, gdyż posługują się specjalnymi gestami i sygnałami, które muszą być zrozumiałe dla wszystkich sędziów, zarówno na boisku, jak i dla sędziów stolikowych. Poniżej znajduje się lista najważniejszych sygnałów sędziów, opracowana na podstawie oficjalnych zasad gry w koszykówkę FIBA 2010.

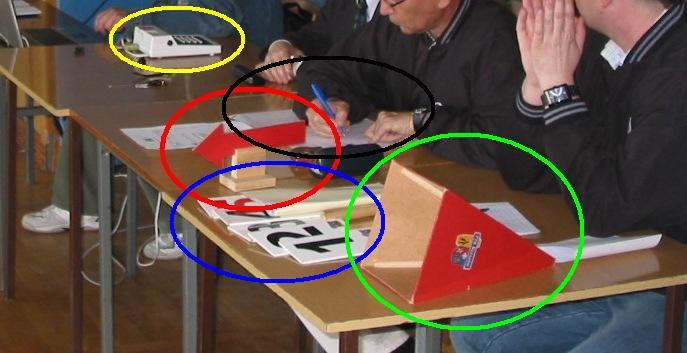
Specjalne przedmioty sędziów stolikowych

Specjalne znaki posiadają także sędziowie stolikowi.